# Andrzej Pytlakowski

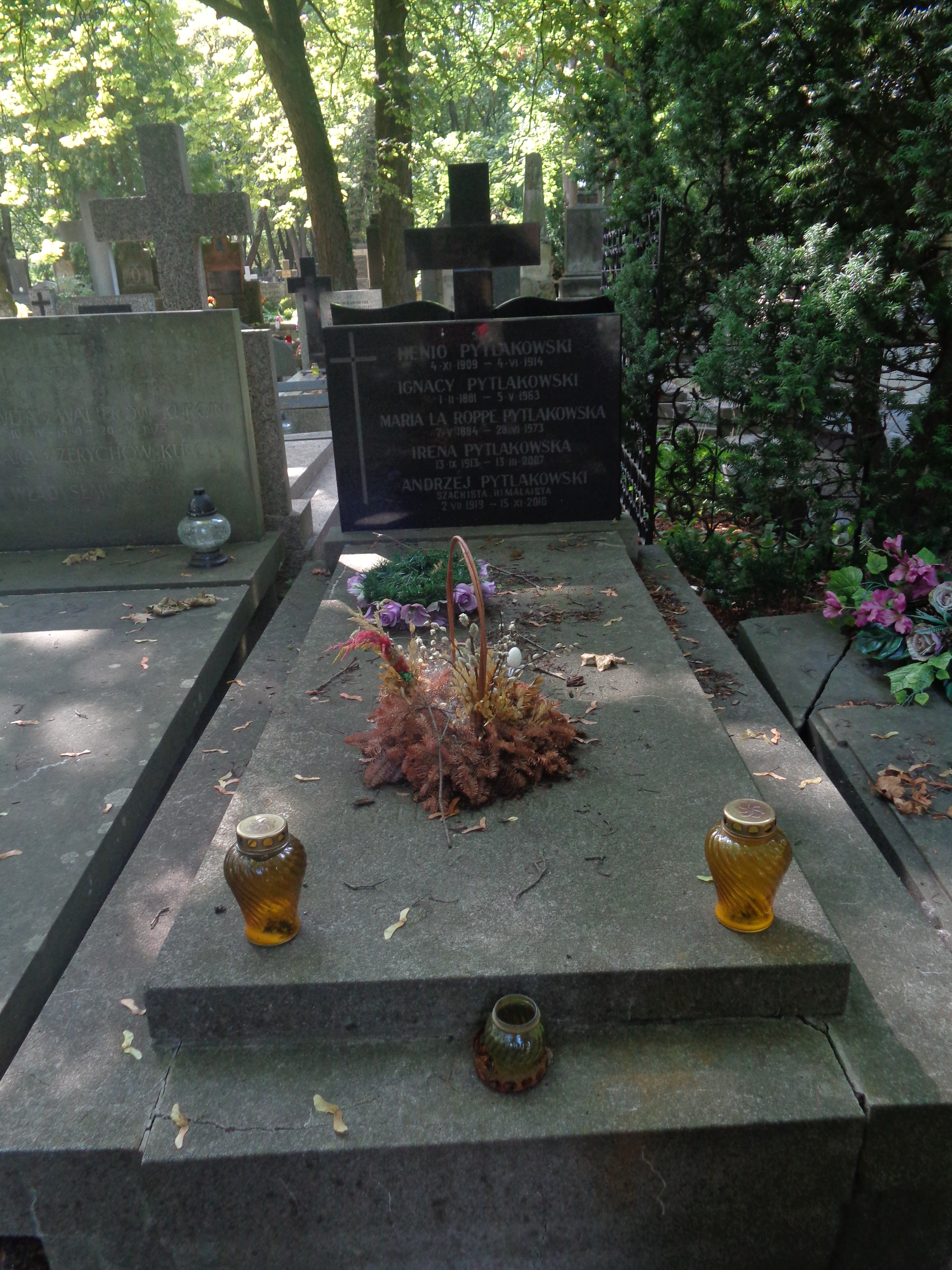
Grób Andrzeja Pytlakowskiego

Andrzej Pytlakowski (ur. 2 lipca 1919 w Zamościu, zm. 15 listopada 2010 w Warszawie) – czołowy polski szachista okresu powojennego, dziennikarz, taternik, funkcjonariusz Bezpieczeństwa Publicznego, żołnierz ludowego wojska, brat pisarza Jerzego Pytlakowskiego.

## Życiorys
Szkołę powszechną ukończył we Lwowie, w latach 1929–1937 był uczniem I Państwowego Gimnazjum i Liceum im. Stefana Batorego w Warszawie (matura 1937).  Od 1937 studiował na Wydziale Mechanicznym Politechniki Warszawskiej, w roku akademickim 1938/1939 należał tam do założyciel Bratniaka o orientacji lewicowej. Po wybuchu II wojny światowej przedostał się do Lwowa, krótko studiował na tamtejszej Politechnice, następnie pracował w wytwórni radioodbiorników. W 1942 powrócił do Warszawy, pracował w Państwowych Zakładach Radio i Teletechnicznych. W 1943 został partyzantem Gwardii Ludowej, używał pseudonimu "Adam". W sierpniu 1944 wydostał się z Warszawy, pracował następnie jako nauczyciel we wsi Polany.
Na początku 1945 został funkcjonariuszem UBP, był kierownikiem sekcji w Miejskim Urzędzie Bezpieczeństwa Publicznego w Radomiu, następnie zastępcą naczelnika Wydziału IV Departamentu I MBP, odszedł ze służby na własną prośbę w październiku 1945 w stopniu kapitana. Kontynuował przerwane przez wojnę studia, tym razem w Łodzi. Po ukończeniu studiów, wstąpił w 1947 do ludowego Wojska Polskiego, w kolejnych latach pracował jako dziennikarz szachowy oraz w Instytucie Maszyn Matematycznych.

## Kariera sportowa
Pierwsze starty w turniejach odnotował jeszcze przed II wojną światową, m.in. startując w roku 1938 w mistrzostwach Warszawskiego Towarzystwa Zwolenników Gry Szachowej. Na przełomie 1943/1944 zwyciężył w konspiracyjnych mistrzostwach Warszawy (według niektórych źródeł zajął miejsce I-III). W 1946 został wicemistrzem Łodzi. W latach 1946–1956 sześciokrotnie brał udział w finałowych turniejach o tytuł mistrza Polski. Największy sukces żołnierz Sił Zbrojnych PRL odniósł w roku 1955 we Wrocławiu, gdzie zajął III miejsce i zdobył brązowy medal. W 1950 sięgnął z drużyną Łodzi po drużynowe mistrzostwo Polski, sukces ten powtórzył w 1956 z drużyną SZ PRL, w 1954 zdobył z drużyną SZ PRL drużynowe wicemistrzostwo Polski. 
Po likwidacji przez władze komunistyczne związków sportowych, w tym Polskiego Związku Szachowego, został w 1951 wiceprezesem Sekcji Szachów GKKF ds. szkoleniowych.
Kilkakrotnie startował w międzynarodowych turniejach, osiągając cenne zwycięstwa w pojedynczych partiach, m.in. w latach 1947 w Warszawie (w turnieju tym pokonał m.in. Bogdana Śliwę), 1950 w Szczawnie-Zdroju (zwycięstwa z Paulem Keresem, w turnieju zajął jednak XV-XVI miejsce na dwudziestu uczestników), 1951 w Mariańskich Łaźniach (wygrana z Pálem Benkő) oraz 1952 w Międzyzdrojach. W roku 1952 reprezentował Polskę na szachowej olimpiadzie w Helsinkach. Polityczne uwarunkowania sprawiły, że został wybrany do gry na II szachownicy (znacznie powyżej jego rzeczywistej siły gry, a w konsekwencji występ miał nieudany (uzyskał ½ pkt w 7 partiach). W roku 1955 wystąpił w Łodzi w meczu przeciwko ZSRR, w którym uzyskał 1 pkt w 2 partiach (pokonał Siemiona Furmana). W latach 1951–1957 pięciokrotnie zdobył tytuł mistrza Sił Zbrojnych PRL, w barwach Legionu Warszawa był także drużynowym mistrzem Polski w 1961, 1963, 1964 i 1972, wicemistrzem w 1968, brązowym medalistą w 1966. 
Zajmował się także dziennikarstwem szachowym (był m.in. wieloletnim współpracownikiem miesięcznika Szachy, prowadził kąciki szachowe w Żołnierzu Wolności i tygodniku Świat).
Andrzej Pytlakowski był również taternikiem i uczestnikiem wielu wypraw w Himalaje i Hindukusz, wspinaczkę uprawiał ponad 50 lat. Za swoje osiągnięcia wyróżniony został Honorowym Członkostwem Stołecznego Klubu Tatrzańskiego przy Oddziale Żoliborskim PTTK w Warszawie.
Został pochowany na cmentarzu Powązkowskim w Warszawie (kwatera 210-1-4).